# جاك جنكينز (لاعب كرة قاعدة)
جاك جنكينز (بالإنجليزية: Jack Jenkins)‏ هو لاعب كرة قاعدة أمريكي، ولد في 22 ديسمبر 1942 في كوفينغتون في الولايات المتحدة، وتوفي في 18 يونيو 2002 في تامبا في الولايات المتحدة.

## وصلات خارجية
- جاك جنكينز على موقعبيزبول رفرنس.كوم (الدوري الرئيسي) (الإنجليزية)
- جاك جنكينز على موقعبيزبول رفرنس.كوم (الدوري الثانوي) (الإنجليزية)